# Eastpak

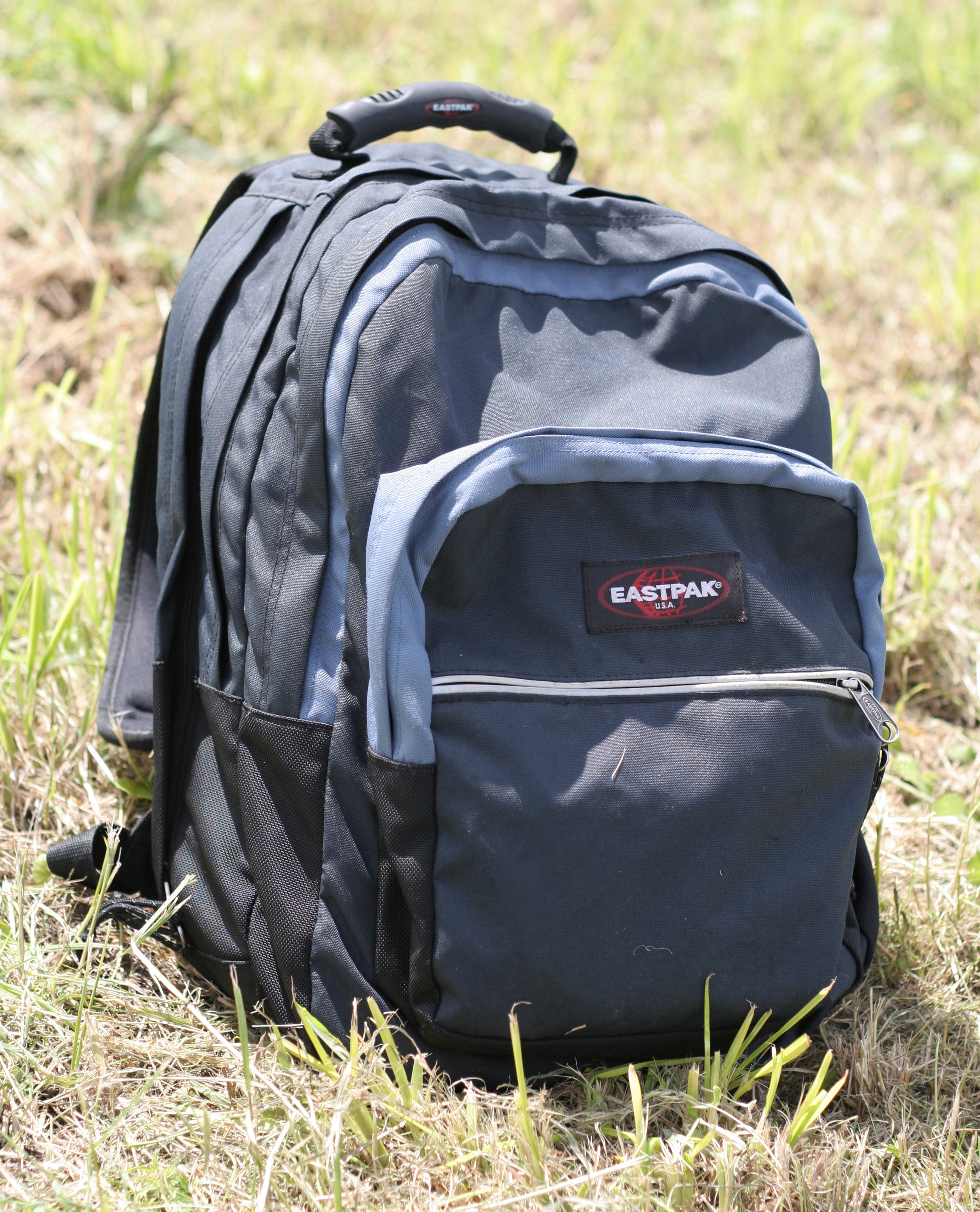
Een rugzak van Eastpak.

Eastpak is een Amerikaans merk van rugzakken, handtassen, bagagetassen en kleding. De merknaam is eigendom van VF International

## Geschiedenis
Eastern Canvas Products werd opgericht door Monte Goldman. Hij produceerde rugtassen voor het Amerikaans leger. Toen Goldmans zoon in 1976 merkte dat steeds meer studenten militaire rugzakken gebruikten voor hun schoolboeken, wist hij zijn vader ervan te overtuigen rugzakken te gaan maken voor de consument. Deze collectie met rugzakken voor dagelijks gebruik werd onder de naam Eastpak op de markt gebracht.
Sinds enkele jaren produceert Eastpak ook diverse andere producten voor school, waaronder etuis. In 2000 werd het bedrijf Eastpak ingelijfd bij VF Corporation, een van de grootse tassen- en kledingproducenten ter wereld. Merknamen die eigendom zijn van dit bedrijf, zijn onder andere JanSport, The North Face en Wrangler.
De slogan van Eastpak is Built to Resist, wat zoveel betekent als gemaakt om te weerstaan.